# Izabela Kała
Izabela Kała (ur. 30 sierpnia 1981 we Wrocławiu) – polska aktorka teatralna i filmowa. 
W 2004 roku ukończyła studia na PWSFTviT w Łodzi.

## Filmografia
- 2003 – M jak miłość jako klientka wypożyczalni Zduńskich
- 2003–2008 – Na Wspólnej jako Agnieszka Fulińska, przyjaciółka Beaty Sobolewskiej
- 2003 – Zerwany jako wychowawczyni w domu dziecka
- 2004 – Rodzinka jako Dominika, koleżanka Kingi
- 2005 – Egzamin z życia jako dziewczyna z agencji fotograficznej
- 2005 – Fala zbrodni jako sekretarka Brzozy
- 2005–2006 – Warto kochać
- 2006 – Soko Leipzig jako Alicja
- 2006 – Magda M. jako Agnieszka Andrus, przyjaciółka Basi Lubickiej
- 2007 – Biuro kryminalne jako Weronika Mizik
- 2007 – Teczki jako Ewa
- 2008 – Twarzą w twarz jako przedszkolanka
- 2008 – Naznaczony jako Kasia, żona Grippena
- 2008 – Paper Drawer jako Krista
- 2010 – Pierwsza miłość jako Dora
- 2012, 2016 – Ranczo jako nauczycielka chemii

## Teatr
- 2004 Piwnica Przy Krypcie Tlen, reż.: P. Niczewski, rola: Ona
- 2004 Teatr Narodowy Kopciuch, reż.: W. Pomerantz, rola: Ojciec
- 2004 Teatr Telewizji Sceny z Powstania Warszawskiego, reż.: L. Wosiewicz, rola: Sanitariuszka Marysia
- 2005 Teatr Nowy w Słupsku Romeo i Julia, reż.: B. Semotiuk, rola: Julia
- 2005 Teatr Ad Spectatores Bez czułości, reż.: A. Ilczuk, rola: Jo
- 2006 Teatr Ad Spectatores Dok.tor, reż.: K. Kopka
- 2007 Teatr Ad Spectatores Radca Goethe prowadzi śledztwo, reż.: K. Kopka, rola: Lola
- 2007 Teatr Ad Spectatores 1612, reż.: K. Kopka / M. Ugarow, rola: Maryna Mniszech
- 2007 Teatr Ad Spectatores Goryl uciekł z wybiegu w zoo i porwał kobietę, reż.: M. Masztalski, rola: Jola
- 2007 Teatr Polski w Warszawie Dulscy z o.o., reż.: M. Ogrodzińska, rola: Mela